# Mapleton (Pensilvania)
Mapleton es un borough ubicado en el condado de Huntingdon en el estado estadounidense de Pensilvania. En el año 2000 tenía una población de 473 habitantes y una densidad poblacional de 839 personas por km².

## Geografía
Mapleton se encuentra ubicado en las coordenadas 40°23′31″N 78°56′25″O / 40.39194, -78.94028.

## Demografía
Según la Oficina del Censo en 2000 los ingresos medios por hogar en la localidad eran de $32,500 y los ingresos medios por familia eran $38,125. Los hombres tenían unos ingresos medios de $35,556 frente a los $19,286 para las mujeres. La renta per cápita para la localidad era de $14,431. Alrededor del 15.6% de la población estaba por debajo del umbral de pobreza.